# The Invisible Hand
The Invisible Hand er en amerikansk stumfilm fra 1920 af William Bowman.

## Medvirkende
- Antonio Moreno som John Sharpe
- Pauline Curley som Ann Crawford
- Jay Morley som Burnett
- Brinsley Shaw
- George Mellcrest
- Sam Polo
- Gordon Sackville
- Charles Rich